# Palupín
Palupín (německy Palupin) je vesnice, část města Strmilov v okrese Jindřichův Hradec v Jihočeském kraji. Leží dva kilometry severovýchodně od Strmilova. V roce 2011 zde trvale žilo 85 obyvatel.

## Historie
První písemná zmínka o vesnici pochází z roku 1368. Ve vesnici se nachází kostel zasvěcený svatému Václavu. Původně evangelický kostel nechal postavit majitel místního velkostatku Jindřich Václav Radkovec z Mírovic roku 1617. Kostel stojí uprostřed místního hřbitova.

## Obyvatelstvo
| Rok            | 1869 | 1880 | 1890 | 1900 | 1910 | 1921 | 1930 | 1950 | 1961 | 1970 | 1980 | 1991 | 2001 | 2011 | 2021 |
| -------------- | ---- | ---- | ---- | ---- | ---- | ---- | ---- | ---- | ---- | ---- | ---- | ---- | ---- | ---- | ---- |
| Počet obyvatel | 329  | 314  | 287  | 358  | 308  | 305  | 265  | 211  | 200  | 142  | 94   | 82   | 75   | 85   | 70   |
| Počet domů     | 49   | 49   | 49   | 49   | 48   | 52   | 50   | 52   | 49   | 46   | 38   | 51   | 56   | 56   | 56   |

## Obecní správa

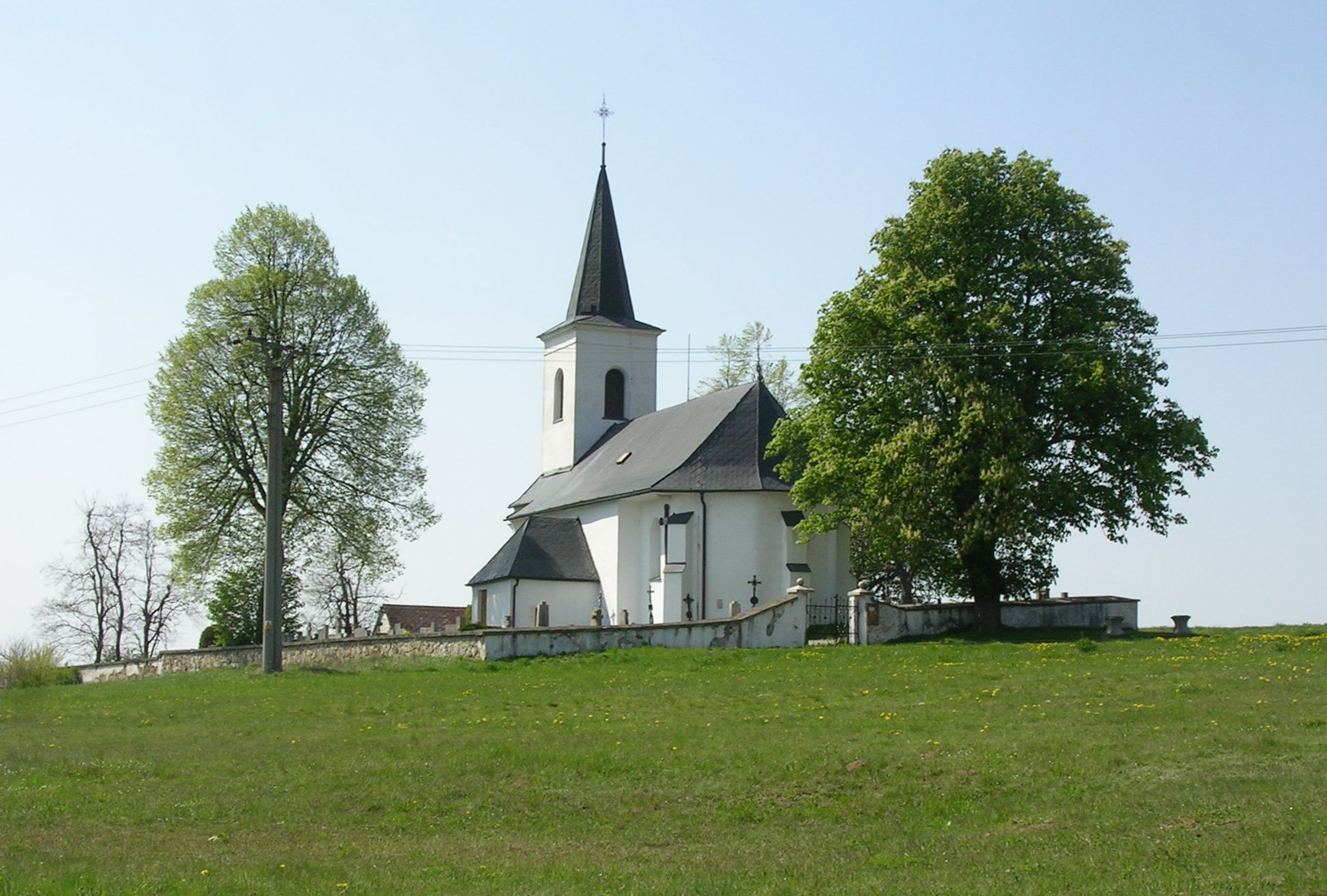
Kostel svatého Václava na kraji vsi

Při sčítání lidu v letech 1850–1974 Palupín byl samostatnou obcí, se kterým patřil nejprve do okresu Dačice, ale od roku 1960 v okrese Jindřichův Hradec. Od 1. ledna 1975 je částí města Strmilov v okrese Jindřichův Hradec.

## Pamětihodnosti
- Zámek Palupín
- Kostel svatého Václava